# Glenea philippinensis
Glenea philippinensis là một loài bọ cánh cứng trong họ Cerambycidae.